# Isapiactis obconica
Espèce
Isapiactis obconica est une espèce de cnidaires de la famille des Arachnactidae.

## Systématique
Le nom valide complet (avec auteur) de ce taxon est Isapiactis obconica (McMurrich, 1910).
L'espèce a été initialement classée dans le genre Apiactis sous le protonyme Apiactis obconica McMurrich, 1910.
Isapiactis obconica a pour synonyme :
- Apiactis obconica McMurrich, 1910